# Limnichus coomani
Limnichus coomani är en skalbaggsart som beskrevs av Maurice Pic 1935. Limnichus coomani ingår i släktet Limnichus och familjen lerstrandbaggar. Inga underarter finns listade i Catalogue of Life.